# Tau6 Serpentis
Tau6 Serpentis (τ6 Serpentis, förkortat Tau6 Ser, τ6 Ser) som är stjärnans Bayerbeteckning, är en ensam stjärna belägen i den mellersta delen av stjärnbilden Ormen, i den del som representerar ”ormens huvud” (Serpens Caput). Den har en skenbar magnitud på 6,00 och är svagt synlig för blotta ögat där ljusföroreningar ej förekommer. Baserat på parallaxmätning inom Hipparcosuppdraget på ca 7,2 mas, beräknas den befinna sig på ett avstånd på ca 450 ljusår (ca 140 parsek) från solen.

## Egenskaper
Tau6 Serpentis är en gul till vit jättestjärna av spektralklass G8 III. Den har en radie som är ca 11 gånger större än solens och utsänder från dess fotosfär ca 150 gånger mera energi än solen vid en effektiv temperatur på ca 5 000 K.